# Sergej Gontjar
Sergej Gontjar (ukrainsk: Сергій Гончар, født 3. juli 1970 i Rivne) er en ukrainsk tidligere cykelrytter. Han er tidligere verdensmester i enkeltstart, og i 2006 bar han den gule førertrøje i Tour de France efter en enkeltstartsejr på 7. etape. 
Hans navn bliver ofte fejludtalt som "Hontjar", men hans navn udtales "Gontjar". Det ukrainske bogstav Г bliver udtalt som "h", mens det russiske bogstav Г bliver udtalt som "g". Selv om han er ukrainer, vælger Gontjar selv at udtale navnet som en russer ville have gjort, "Sergej Gontjar".
Enkeltstartsegenskaberne er han blevet kritiseret for, men de er alligevel meget effektive. Gontjar bevæger overkroppen frem og tilbage for at få mest mulig ud af fremdriften. I 2004 opnåede han en sammenlagt andenplads i Giro d'Italia.[kilde mangler]
Den 11. maj 2007 blev Gontjar suspenderet fra sit hold T-Mobile Team i 30 dage, da der var kommet mistænkelige resultater fra hans blodprøve, som var taget under Liège-Bastogne-Liège og Romandiet Rundt. Den 19. juni 2007 valgte T-Mobile Team at opsige kontrakten med ham.[kilde mangler]